# Attentat du 17 septembre 1982 à Paris
L'attentat du 17 septembre 1982 à Paris est un attentat survenu le 17 septembre 1982 lorsqu'une voiture piégée a explosé près du lycée Carnot à Paris, en France, faisant 51 blessés. L'attentat a été revendiqué par les Fractions armées révolutionnaires libanaises (FARL) dans le cadre du terrorisme anti-israélien.

## Contexte
Les FARL avaient déjà commis les assassinats du lieutenant-colonel américain Charles R. Ray (en) en janvier 1982 et celui du diplomate israélien Yacov Barsimantov (en) en avril, tous deux abattus à Paris, entre autres attentats (dont certains avec l'aide du groupe Action directe). L'attaque s'est produite à la veille de Roch Hachana et quelques mois après l'invasion israélienne du Liban.

## Déroulement
L'explosion blesse cinquante-et-une personnes, dont cinq grièvement,. Parmi les blessés, on compte quarante-sept élèves du lycée Carnot. La bombe a explosé dans la voiture d'Amos Manel, un diplomate israélien.